# Мотоблок

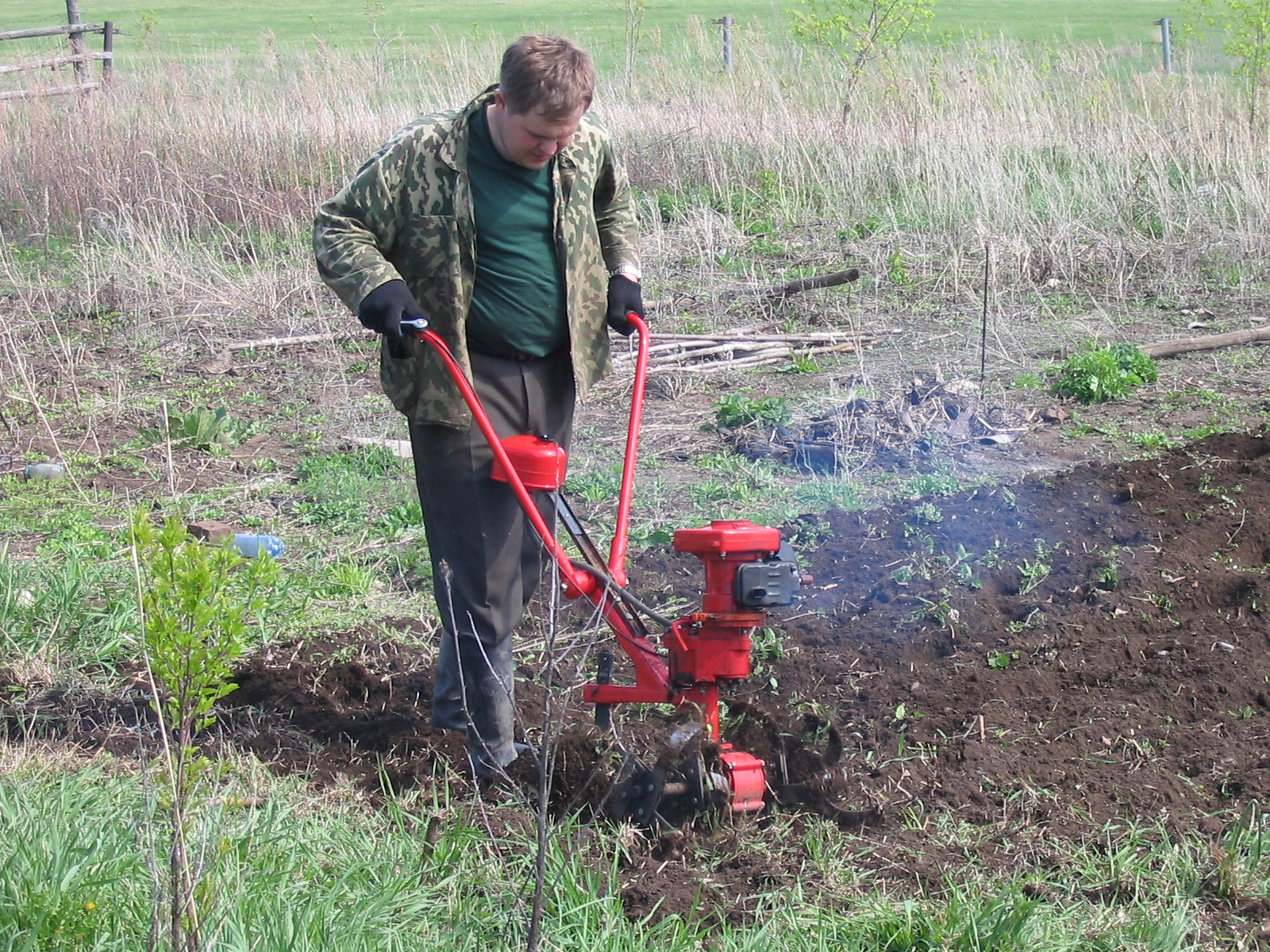
Оператор, работающий с мотоблоком «Садовод»

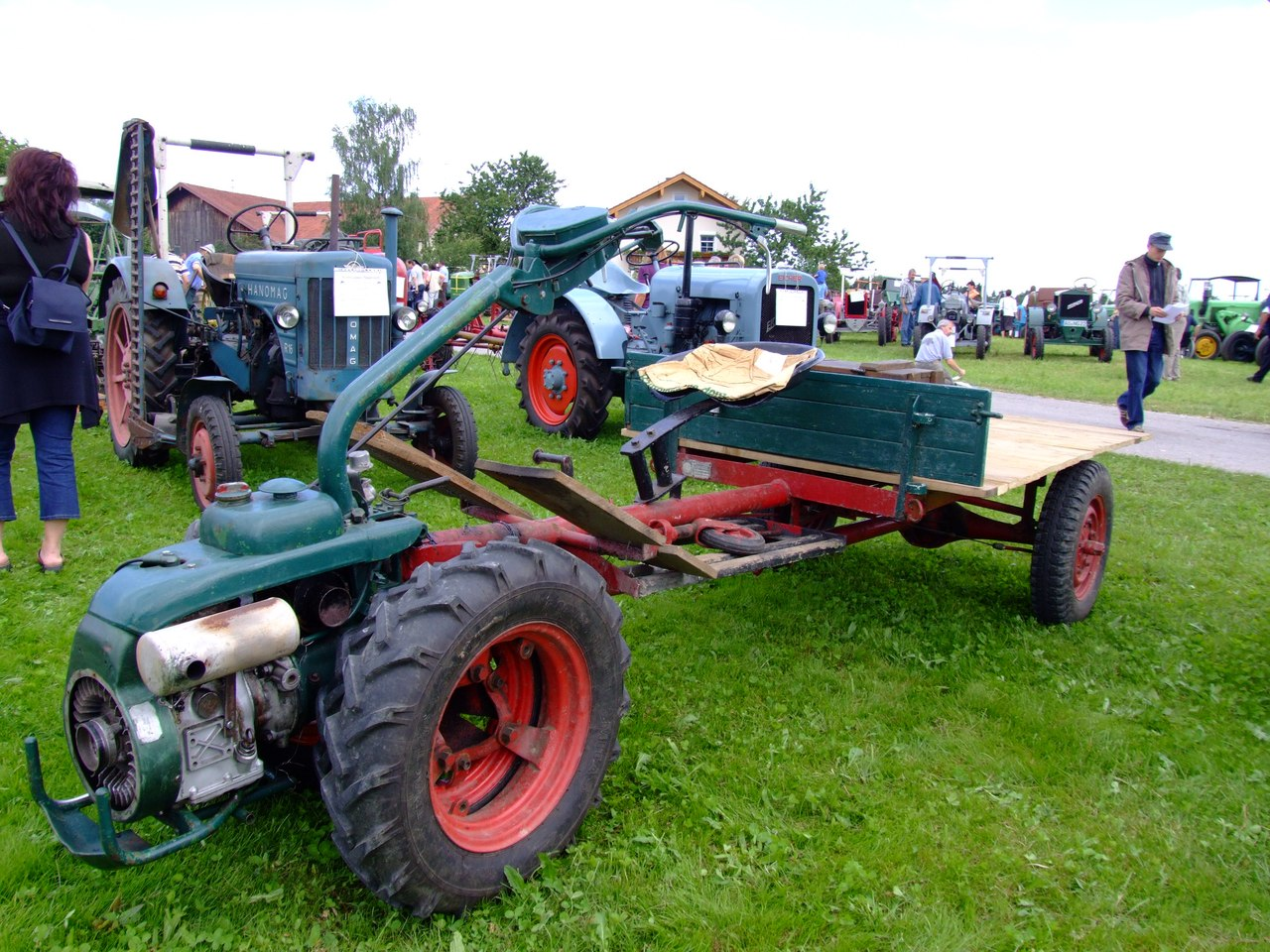
Тяжёлый мотоблок с зубчатой трансмиссией и полуприцепом

Мотоблок — универсальное мобильное энергетическое средство на базе одноосного шасси, разновидность малогабаритного трактора. Слово мотоблок вошло в употребление в русском языке лишь в 1980-е годы, во многом благодаря журналу «Моделист-Конструктор». Оно заменило неудобные в употреблении термины, использовавшиеся ранее: пешеходный трактор, малогабаритный пешеходный трактор, одноосный трактор. Оператор, управляющий мотоблоком, шагает вслед за машиной по обрабатываемой почве, держа машину за ручки управления (реже сидит на прицепленном орудии).
По способу агрегатирования с орудием различают колёсные мотоблоки и мотокультиваторы (мотоорудия). Однако, жёсткой классификации нет, и машины, обладающие признаками мотокультиватора, могут называться «мотоблоком» (например, мотокультиватор Крот), а машины, обладающие признаками мотоблока, могут называться «культиватор» (например, мотоблок Caiman Quatro Junior).
У колёсного мотоблока работа орудия осуществляется за счет тягового усилия, создаваемого колёсной или гусеничной ходовой частью, а у мотокультиватора орудие (фреза, пропольник) устанавливается на ведущую ось вместо колёс. Многие мотоблоки допускают различные схемы агрегатирования, но, как правило, для лёгких мотоблоков базовой комплектацией является фрезерный мотокультиватор, а для тяжелых — колёсный плуг.

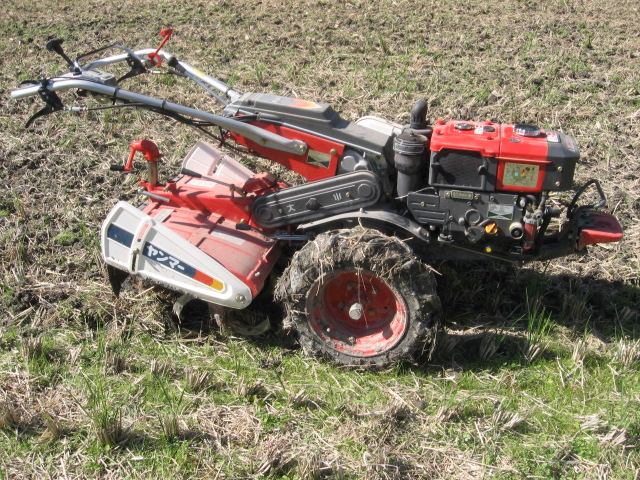
Мотоблок с ремённо-зубчато-цепной трансмиссией и отбором мощности на орудие

## История
Первые прототипы лёгкого двухколёсного трактора для ручной вспашки появились ещё в начале XX века. Один из первых патентов был выдан швейцарскому подданному Конраду фон Мейенбургу (Konrad von Meyenburg) в 1912 году, который впоследствии продал права на него германской фирме Siemens-Schuckertwerke, наладившей выпуск мотокультиваторов под маркой Siemens Bodenfräse (дословно — «фреза для почвы»). Среди них были как совсем небольшие, так и весьма крупные модели, по размерам и мощности приближающиеся к настоящим тракторам. С 1934 года подразделение, занимавшееся выпуском культиваторов, было выкуплено фирмой Bungartz, продолжившей производство под своей маркой.
В 1920-х — 30-х годах аналогичные конструкции стали появляться в других развитых странах — швейцарский SIMAR, английский British Anzani Iron Horse, американский Beeman Tractor и другие — однако пик их популярности пришёлся на послевоенные годы.

## Устройство мотоблока
Мотоблок состоит из двигателя, трансмиссии, ходовой части, системы агрегатирования и системы управления.

### Двигатель
На мотоблоках применяются бензиновые и дизельные двигатели (на старых моделях — двухтактные, на новых — четырёхтактные). Двигатели мотоблоков снабжаются автоматическими регуляторами частоты вращения, упрощающими работу оператора. Диапазон номинальной мощности двигателей у лёгких мотоблоков составляет 1—5 л. с., а у тяжёлых 4—10 л. с. Более мощные двигатели на мотоблоках применяются редко.

### Трансмиссия
Трансмиссии мотоблоков отличаются большим разнообразием технических решений:
- Зубчатые трансмиссии — классическая тракторная трансмиссия. Содержит только зубчатые передачи (цилиндрические и конические). Применяются на тяжёлых мотоблоках. Обычно имеют несколько ступеней и реверс. Муфта сцепления как правило имеет отдельный орган управления. Коленчатый вал двигателя расположен горизонтально, перпендикулярно оси ведущих колёс. Такие мотоблоки обычно имеют вал отбора мощности.
- Зубчато-червячные трансмиссии. Применяются на лёгких мотоблоках. Состоят из двух редукторов — верхнего зубчатого и нижнего червячного. Коленчатый вал двигателя расположен вертикально. Обычно имеют центробежную автоматическую муфту сцепления а иногда ещё и разобщительную муфту. Могут иметь вал или шкив отбора мощности для привода косилки от первичного вала зубчатого редуктора. Такие передачи наиболее компактны.
- Ременно-зубчато-цепные. Двигатель вращает входной вал редуктора посредством ременной передачи, одновременно выполняющей роль сцепления. Зубчатая и цепная передачи как правило выполнены в едином картере. Применение цепной передачи позволяет увеличить агротехнический просвет. Коленчатый вал двигателя расположен горизонтально, параллельно оси ведущих колёс. Для возможности отбора мощности ведущий шкив имеет дополнительный ручей. Иногда ременная передача выполняет роль вариатора и/или реверса. Зубчатый редуктор может быть одноступенчатым или двухступенчатым.
- Гидрообъёмные — позволяют плавно регулировать скорость движения мотоблока и его тяговое усилие. Облегчают управление. Начали получать распространение с 2010-х годов.

### Система агрегатирования
Система агрегатирования мотоблока предназначена для его сопряжения с орудиями. У мотокультиваторов орудия устанавливаются на ведущую ось, а у колёсных мотоблоков — закрепляются на специальном кронштейне. Ряд мотоблоков имеют систему отбора мощности для привода активных рабочих органов навесного орудия.

### Система управления
Так как при работе с мотоблоком оператор шагает по земле, все органы управления должны приводиться в действие только руками оператора. Обычно мотоблок имеет рулевые штанги, с помощью которых оператор удерживает и направляет его. На рулевых штангах располагают часто используемые органы управления двигателем и трансмиссией. Редко используемые органы управления (воздушной заслонкой карбюратора, включения вала отбора мощности и пр.) располагаются на соответствующих узлах и агрегатах. На левой рулевой штанге обычно располагают органы управления муфтой сцепления, а на правой — органы управления двигателем («ручка газа»). Лёгкие мотоблоки и мотокультиваторы не имеют тормозов, а на тяжелых мотоблоках управление тормозом обычно выведено на правую штангу.

## Применение мотоблоков
Мотоблоки применяются для сплошной (вспашка) и междурядной (окучивание) обработки почвы на небольших участках (сады, теплицы, клумбы), для скашивания травы, уборки снега, привода стационарных машин, перевозки грузов на небольшие расстояния (с использованием буксируемых полуприцепов).
Лёгкие мотоблоки и культиваторы обычно комплектуются только фрезами и, иногда, окучником.
Мотоблоки среднего класса комплектуются съёмными колёсами и почвообрабатывающими фрезами, плугом, бороной, окучником, косилкой, полуприцепом.
Тяжёлые мотоблоки имеют несменные колёса. Комплектуются плугом, фрезой, приводимой от вала отбора мощности, косилкой, бороной, культиватором, снегоочистителем, бульдозерным отвалом, граблями, полуприцепом, становясь техническим устройством для перевозки людей и/или грузов.
Необходимый набор орудий потребитель приобретает отдельно от мотоблока.

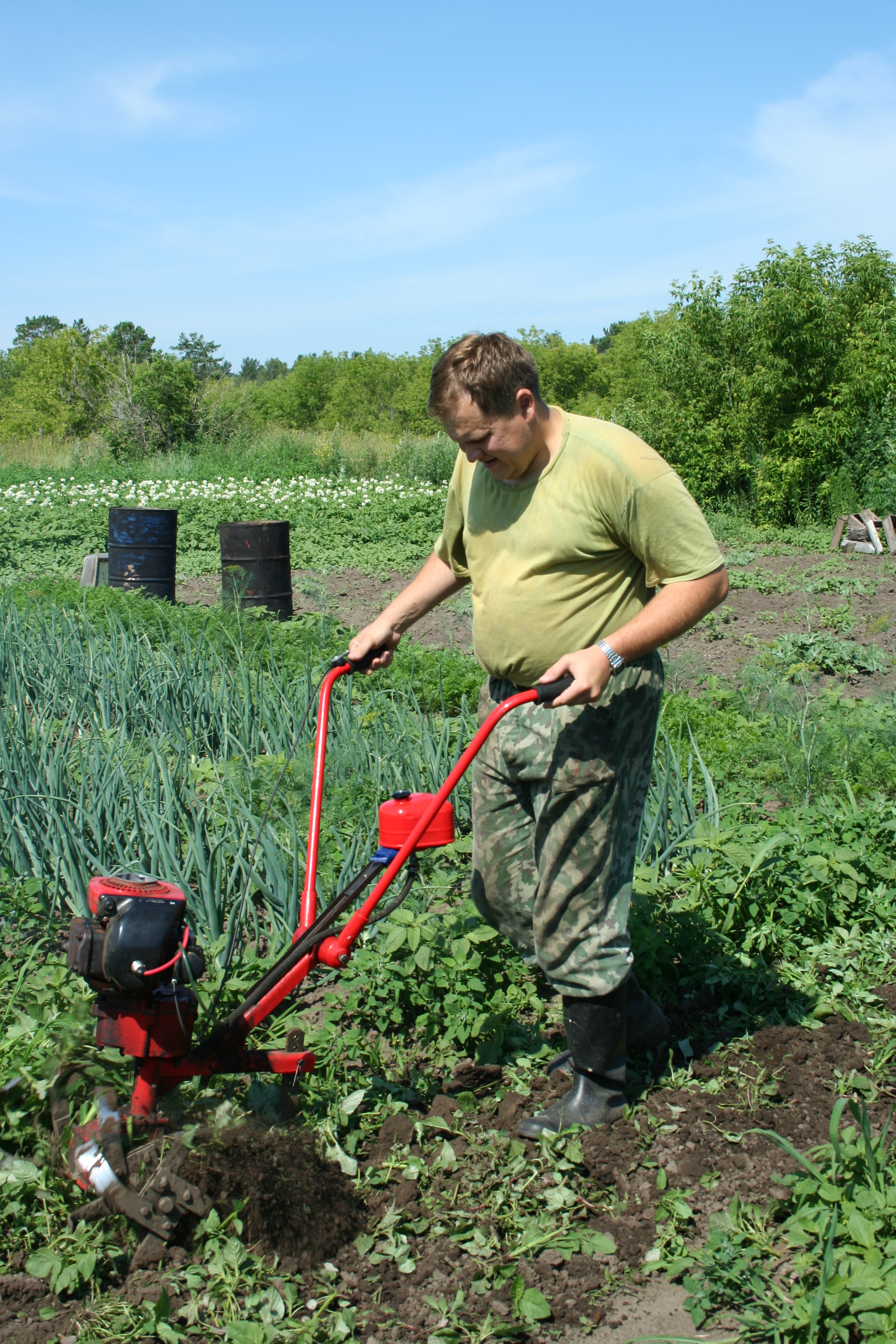
Удаление сорняков
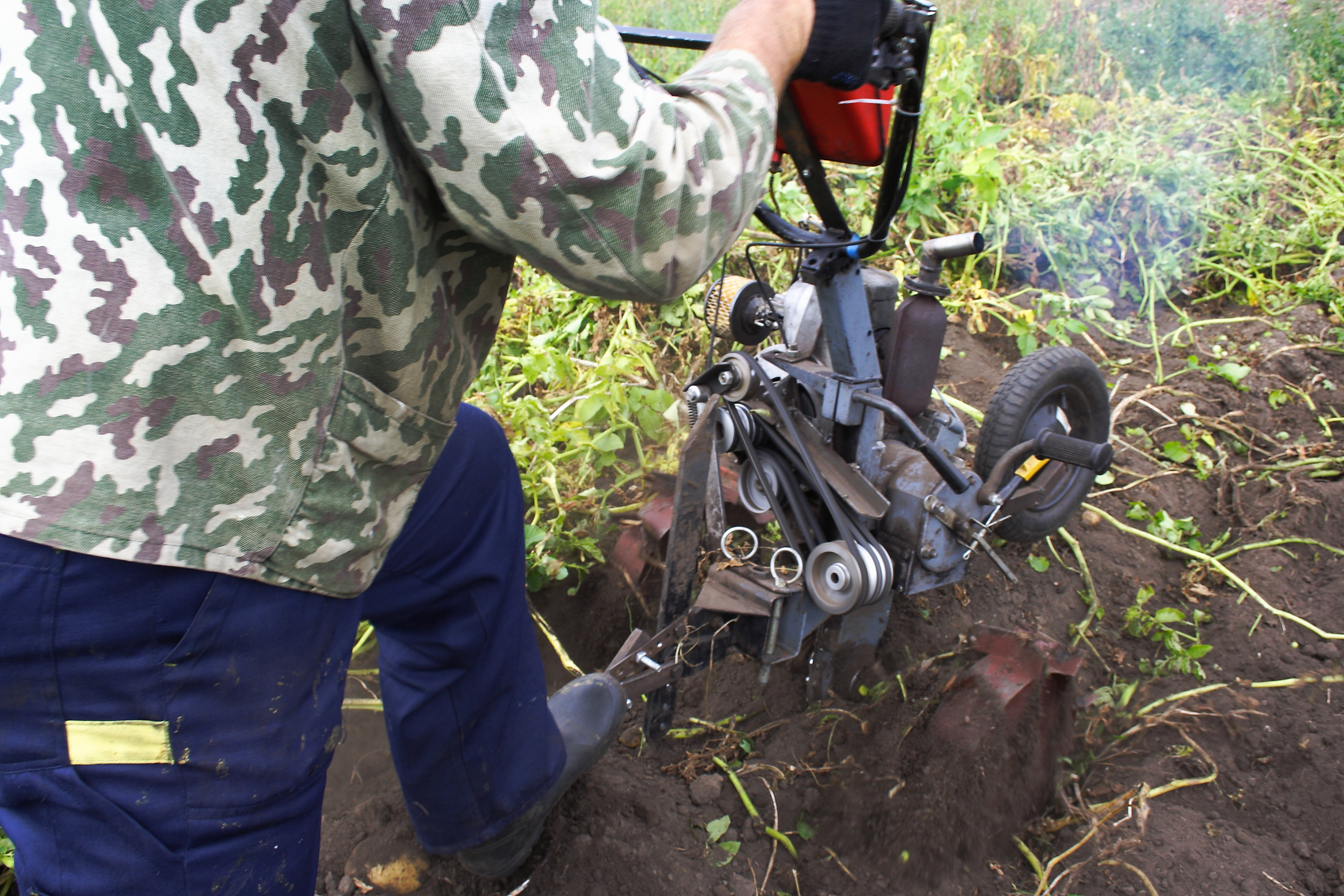
Уборка картофеля
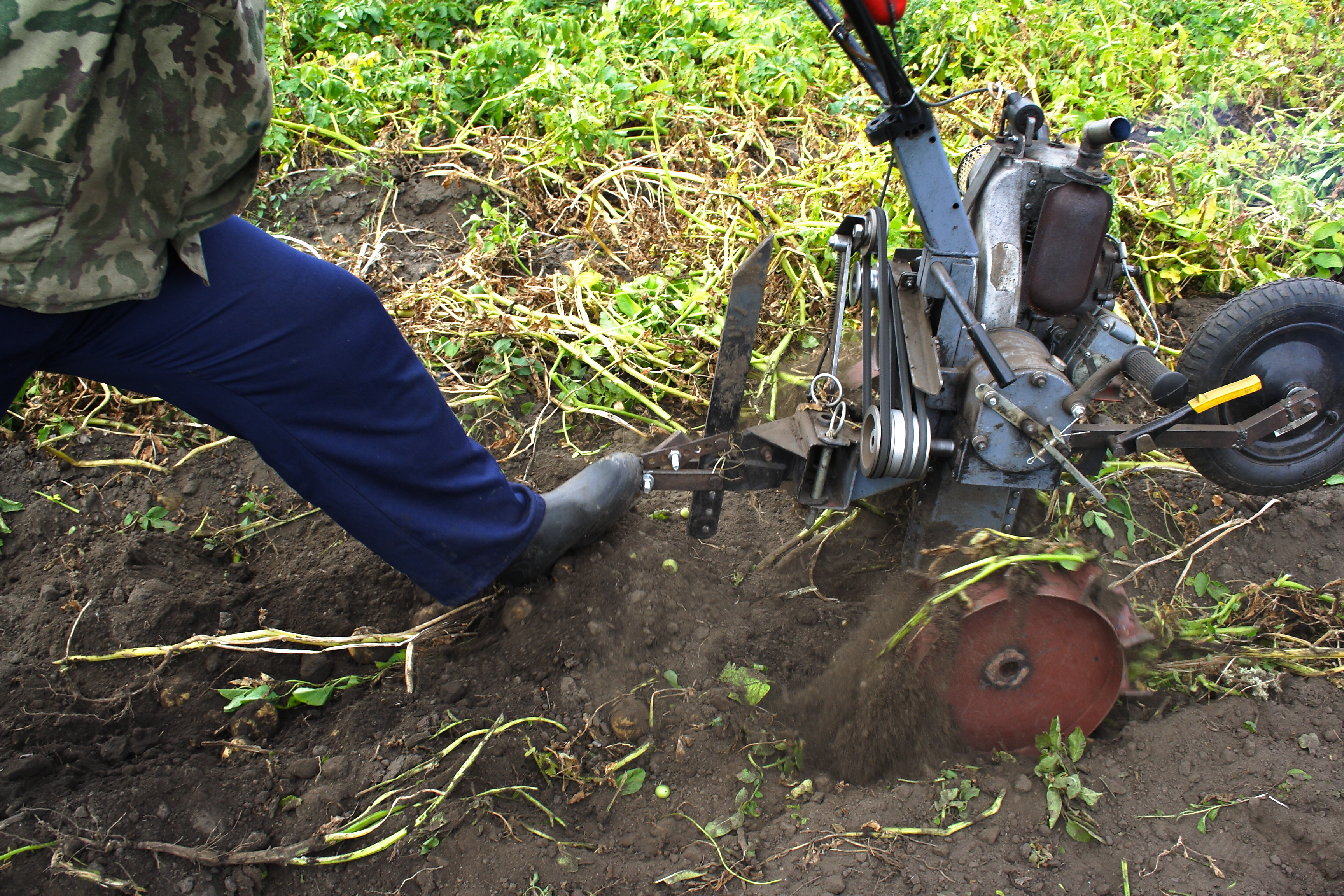
Уборка картофеля
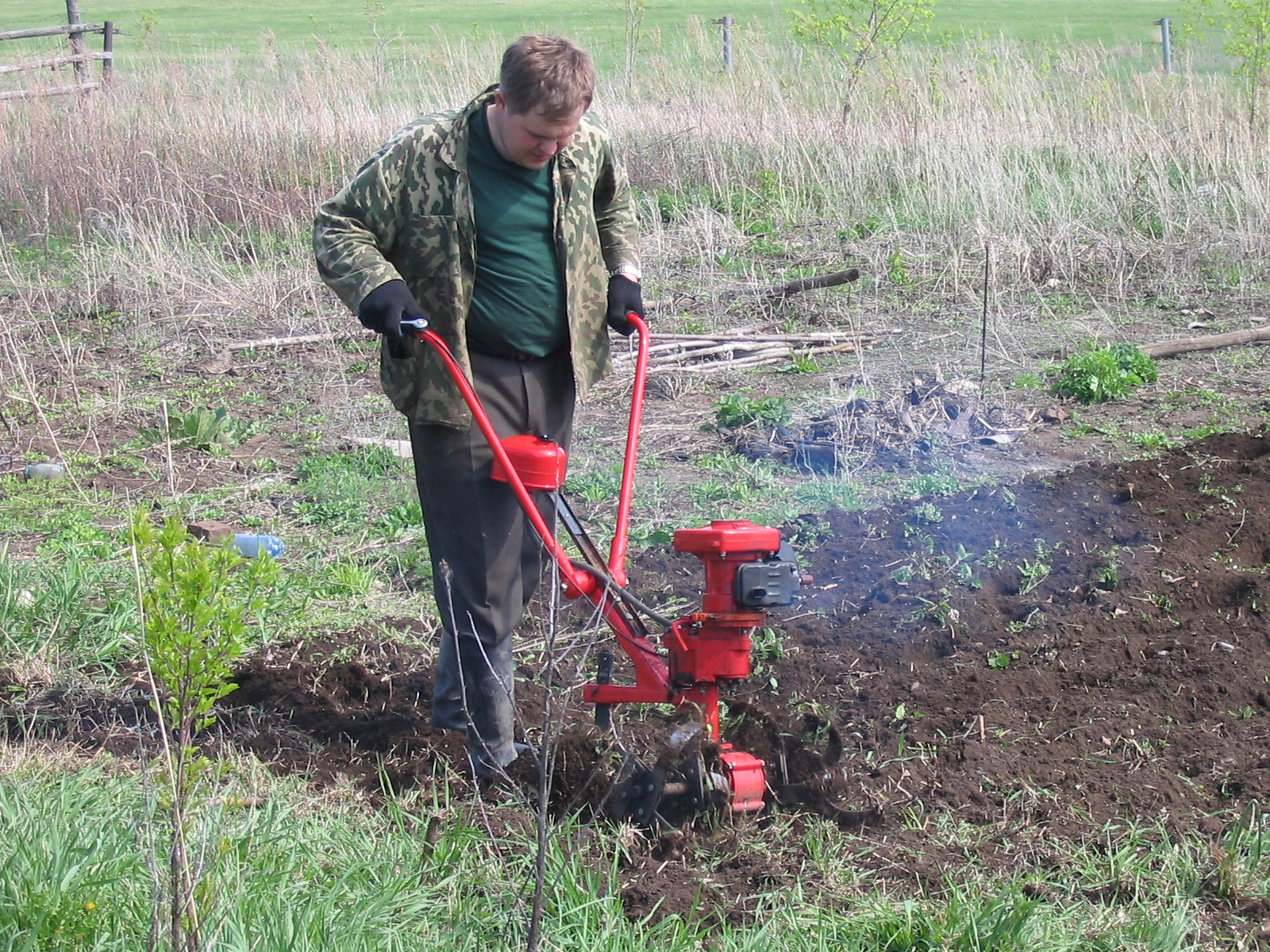
Вспашка почвы
- Боронование почвы

### Тележка для мотоблока

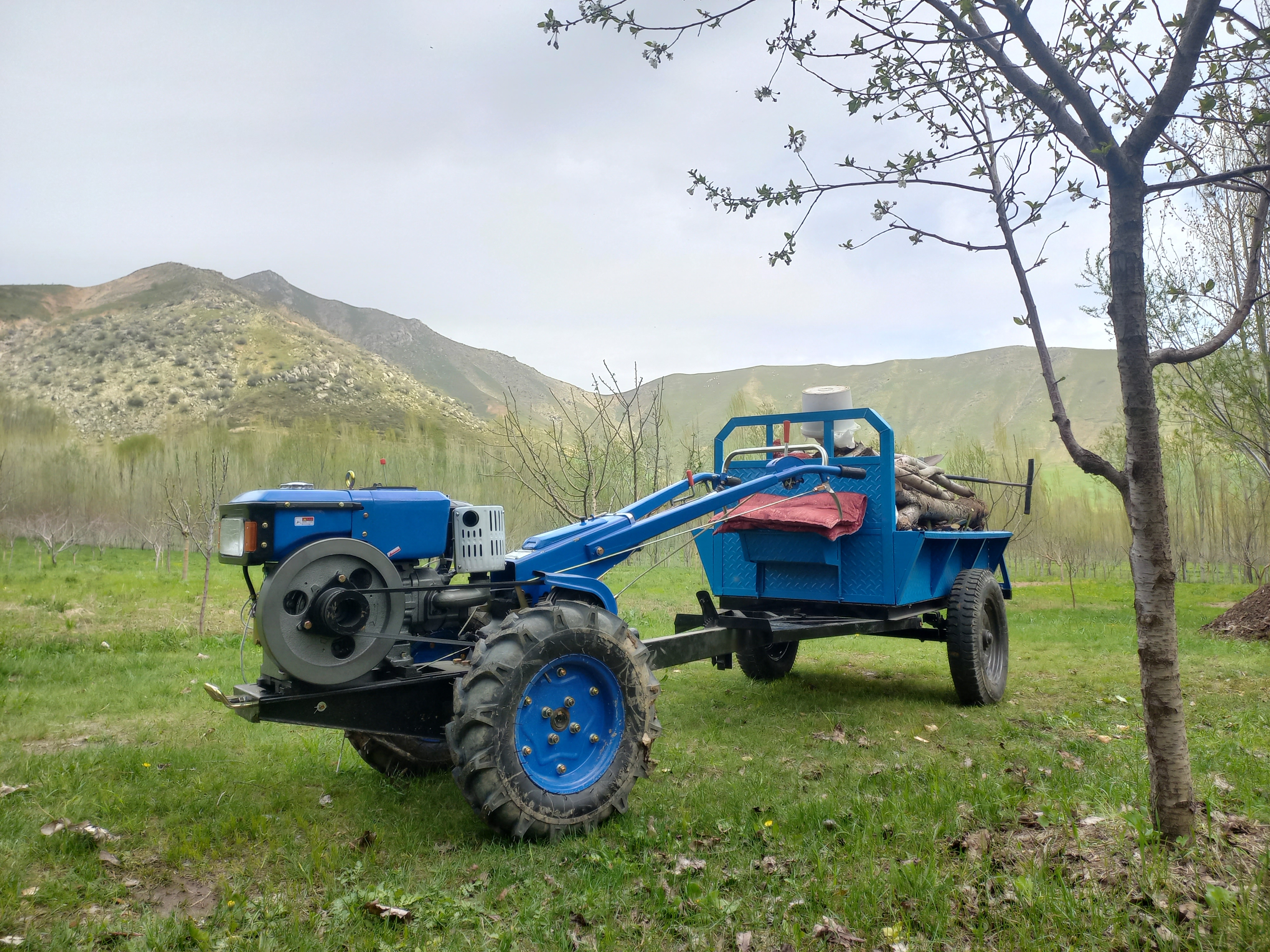
Дизельный мотоблок с тележкой. Село Илак Файзабадского района, 2023 год.

Широко распространенным сменным орудием для мотоблока является грузовая тележка (полуприцеп). Для использования с тележкой пригодны мотоблоки среднего и тяжёлого классов. Необходимо учитывать, что такой агрегат неэффективен, так как ведущие колёса мотоблока практически не нагружаются, в то время как ведомые колёса тележки воспринимают основной вес. Следовательно, тягового усилия мотоблока может не хватить для преодоления подъёма или для движения по тяжёлой грунтовой дороге. Также некоторые тележки для мотоблоков делаются активными. По этой причине мотоблок с тележкой пригоден лишь для перемещения грузов на небольшие расстояния по твёрдому грунту (внутризаводские перевозки, перевозки на приусадебных участках, перевозки грузов в или из близнаходящихся населённых пунктов).

## Производительность
| Размер обрабатываемого участка | Мощность двигателя                   | Ширина захвата                       |
| ------------------------------ | ------------------------------------ | ------------------------------------ |
| до 20 соток                    | 3,5 л. с.                            | 60 см                                |
| до 60 соток                    | 4,0 л. с.                            | 80 см                                |
| до 1 гектара                   | 5,0—6,0 л. с.                        | 90 см                                |
| 1—4 гектара                    | 9,0—12,0 л. с.                       | 100 см                               |
| > 4 гектаров                   | Использование мотоблока неэффективно | Использование мотоблока неэффективно |

## Безопасность мотоблоков
Работа с мотоблоком сопряжена с опасностью получения оператором травмы. Поэтому современные мотоблоки имеют ряд элементов, обеспечивающих безопасность эксплуатации:
- кожухи над фрезами, защищающие оператора от выброса различных предметов (камней, комков земли).
- упругая подвеска штанг управления, защищающая оператора от вибраций двигателя.
- автоматическое выключение трансмиссии при отпускании оператором рукоятки управления.

Дополнительную опасность в мотоблоках, имеющих передачу заднего хода представляет наезд машины на оператора при работе задним ходом. Особенно опасно падение оператора при движении мотоблока задним ходом. В целях предотвращения указанной ситуации некоторые производители сознательно ограничивают максимальную скорость заднего хода значениями не более 0,3 м/с.

## Распространенность мотоблоков в мире и региональные особенности
Мотоблоки находят применение в крестьянском и фермерском хозяйстве практически во всем мире. Однако их распространенность и конструктивные особенности определяются региональной спецификой.

### Китай и страны Юго-Восточной Азии

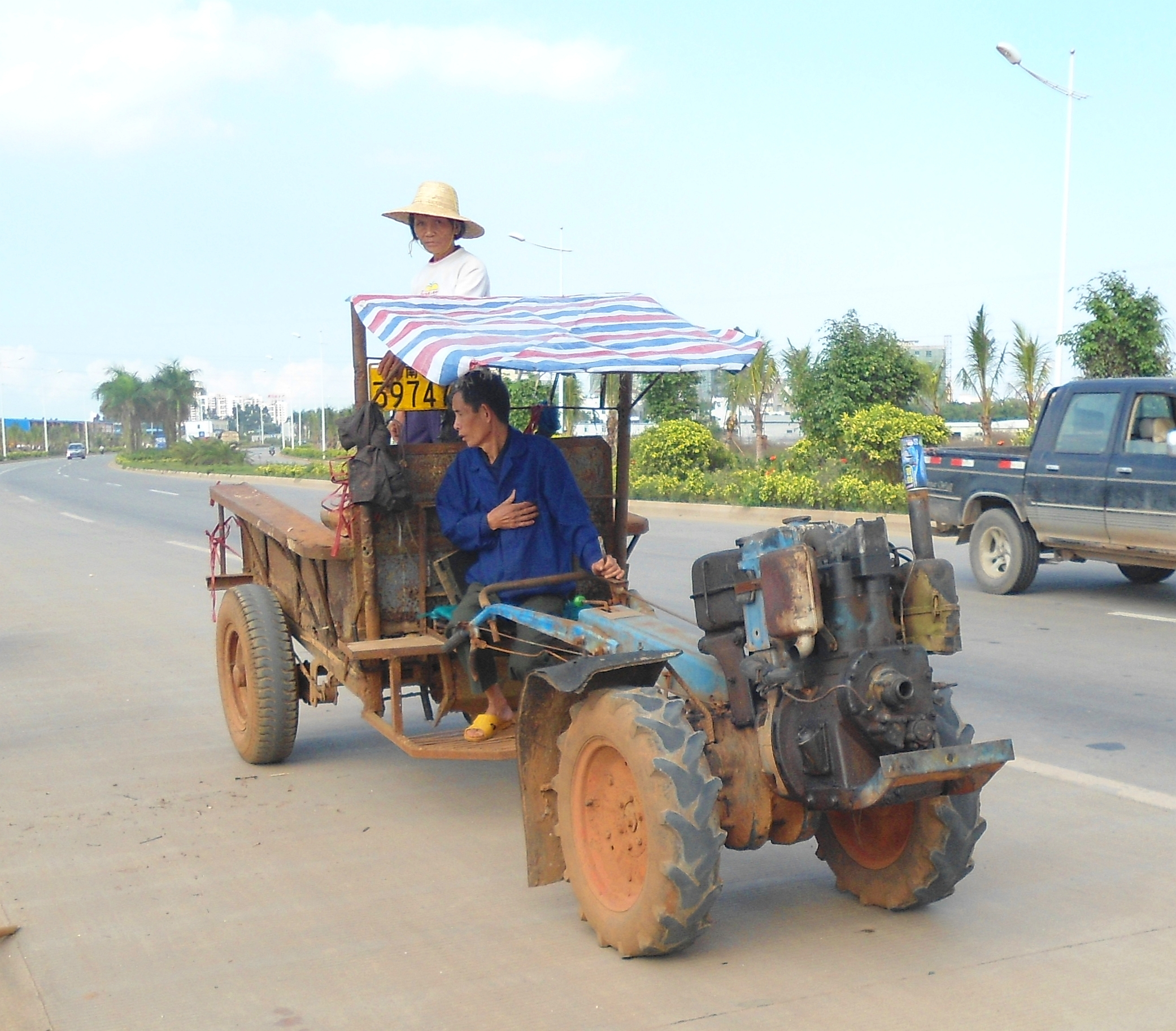
Китайский тяжелый мотоблок с грузовой тележкой

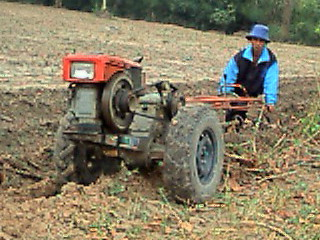
Крестьянин с мотоблоком в Таиланде

Китай — мировой лидер по производству и применению мотоблоков. Данный тип техники начал развиваться в стране сразу после Второй мировой войны. В Китае распространены тяжелые дизельные мотоблоки, которые широко применяются в крестьянских и фермерских хозяйствах вместо лёгких тракторов. Это связано с мягким климатом в большей части страны, меньшей стоимостью мотоблока по сравнению с трактором и большей его эффективностью при работе на слабых и увлажненных почвах при возделывании риса, а также высокой маневренностью, необходимой при работе на чайных плантациях и во фруктовых садах. Доля мотоблоков в общем объёме механизации сельского хозяйства в Китае очень велика. Мотоблоки широко применяются и в роли одноосного тягача для буксировки и привода небольших строительных и дорожных машин: кранов, грузоподъёмностью до 2 тонн, миниэкскаваторов, минискреперов. Такая техника весьма эффективна в стеснённых условиях китайских городов. Широко используются мотоблоки и в качестве легкого грузового транспорта в городах и сельской местности.
Аналогичная практика применения мотоблоков местного или китайского производства распространена во всей Юго-Восточной Азии.
Китайские мотоблоки, в основном, имеют литой прочный корпус трансмиссии, колёсный ход, одноцилиндровый дизельный двигатель с горизонтальным расположением цилиндра и испарительным или термосифонным водяным охлаждением. Мощность двигателя, обычно от 6 до 22 л. с. Так как мотоблок используется как тяговое средство, его конструкцию не облегчают. Типичная масса китайского мотоблока — от 100 до 600 кг. Трансмиссии механические. Передача от двигателя к сцеплению ременная. К мотоблокам в Китае выпускается большое количество как пассивных, так и активных орудий (с приводом от двигателя).

### Индия и Пакистан
В этих странах мотоблоки также широко распространены как и в Китае, налажено их собственное производство. Причем в конце 2010-х годов Индия, ставшая более населенной чем Китай и отстающая от него по степени урбанизации, очевидно перехватила лидерство по числу используемых мотоблоков, но официальных данных на этот счет пока нет.
В Пакистане мотоблоки (как и другую технику) выпускают, преимущественно, небольшие слабооснащенные полукустарные мануфактуры и «домашние фабрики». Качество получаемых агрегатов невысокое. Распространены, в основном, примитивные модели с простейшей двух-трехступенчатой КПП и тихоходным дизелем с испарительным охлаждением.
Мотоблоки, наряду с грузовыми мотоциклами составляют основу парка легких коммерческих транспортных средств в Индии и Пакистане. Причем, в последнем, на мотоблоках выполняется большой объем пассажирских перевозок (импровизированные моторикши).

### Северная Америка
В Северной Америке мотоблоки распространены мало. Это связано с региональной спецификой сельского хозяйства и уклада жизни. В США и Канаде мотоблоков почти нет: в профессиональном сельском хозяйстве и на фермах для выполнения работ малых объёмов используется малогабаритные тракторы. Личное подсобное хозяйство в этих странах не распространено. В Мексике мотоблоки (в основном китайского производства) применяются фермерами, но объём работ, выполняемый ими, небольшой.

### Южная Америка и страны Карибского бассейна
В этих странах мотоблоки находят весьма широкое применение по тем же причинам, что и в Китае. Встречаются агрегаты собственного производства или китайские. Дизельные мотоблоки обычно заправляют рапсовым маслом или биотопливом.

### Австралия
Информации о применении мотоблоков в Австралии достаточно мало.

### Африка
В сельском хозяйстве многих стран Африки мотоблок — основной тип механизации по причине их существенно меньшей стоимости по сравнению с тракторами. Распространены, в основном, китайские мотоблоки.

### Европа
В профессиональном сельском хозяйстве мотоблоки широко применяются при тепличном возделывании культур. Применяются и коммунальными службами при уходе за клумбами, скверами, парками. В Европе распространены легкие мотокультиваторы с бензиновыми двигателями. Дизельных моделей почти нет. Европейские мотоблоки, как правило, не имеют отбора мощности, а комплектация их сменными орудиями не предусматривается.

### Россия

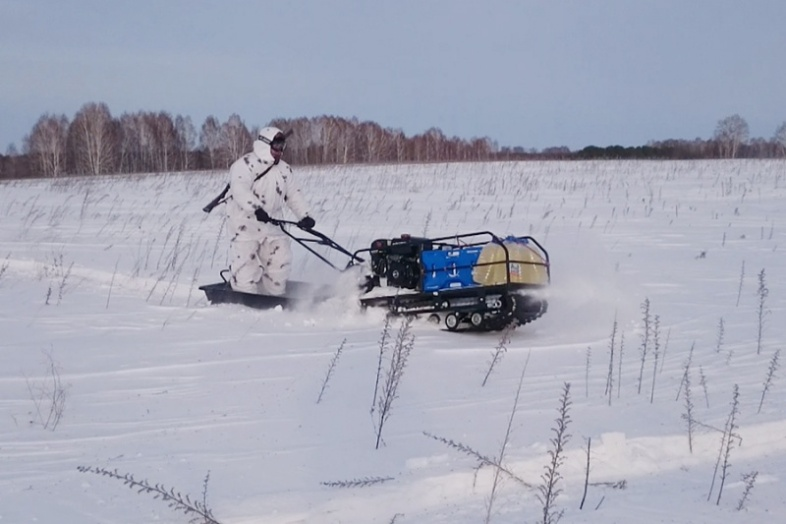
Мотособака-родственное передвижное приспособление мотоблоку под Новосибирском

В России мотоблоки в основном распространены в личном подсобном хозяйстве как сельских жителей, так и дачников. Первые, обычно, предпочитают тяжелые и средние универсальные модели, такие как Зубр 12 л. с. и Нева МБ-2Б RS 6.5 л. с., и тяжелые китайские дизельные агрегаты, а последние — лёгкие мотокультиваторы европейских типов (хотя, чаще всего - китайского производства). С помощью мотоблоков осуществляется пахота почвы, возделывание картофеля, заготовка сена. Применяются и для перевозки грузов. Однако такая техника не применяется в профессиональном сельском хозяйстве и строительстве, где доминируют тракторы семейства «Беларус». Также применяется в Закавказье.
Совсем иная ситуация в Среднеазиатских странах: Киргизии, Казахстане и Узбекистане. Здесь мотоблоки (чаще всего - тяжелые китайские) полноправные средства механизации сельского хозяйства и строительства.

### Центральная Азия
Долгие годы в сельском хозяйстве Центральной Азии мотоблоки встречались редко. Но примерно с 2005 года тяжелые мотоблоки китайского производства стали получать распространение и в этом регионе.